# 魔島仙蹤
《魔島仙蹤》（英語：Joe Versus the Volcano）是一部于1990年上映的美国浪漫喜剧电影，由尊·柏烈·尚尼编剧和导演，汤姆·汉克斯和梅格·瑞安主演。汉克斯在影片中的角色，在被告知自己将死于一种罕见的疾病后，他接受了一个经济邀请，前往一个南太平洋岛屿并迷信地跳入一座火山。一路上，他遇到了那个带他去那里的女人，并爱上了她。
总的来说，人们对这部电影的评价褒贬不一，但一些影评人对这部电影给予了积极的评价，包括罗杰·伊伯特，他形容这部电影“耳目一新，敢于冒险”，但在美国的票房成绩并不理想。它后来成为了邪典电影。

## 演員
- 汤姆·汉克斯 饰演 Joe
- 梅格·瑞安 饰演 DeDe/Angelica/Patricia
- 勞埃德·布里奇斯（英语：Lloyd Bridges） 饰演 Graynamore
- 羅伯特·斯塔克（英语：Robert Stack） 饰演 Dr. Ellison
- 艾巴·維戈達 饰演 Chief of the Waponis
- 丹·赫達亞（英语：Dan Hedaya） 饰演 Mr. Waturi
- 巴里·麥戈文（英语：Barry McGovern） 饰演 Luggage Salesman
- 阿曼达·普卢默 饰演 Dagmar
- 奧西·戴維斯 饰演 Marshall